# Кошерніца (Кріуленський район)
Кошерніца (рум. Coșernița) — село у Кріуленському районі Молдови. Утворює окрему комуну.

## Населення
За даними перепису населення 2004 року у селі проживали 1444 особи.
Національний склад населення села:
| Національність       | Кількість осіб | Відсоток   |
| -------------------- | -------------- | ---------- |
| молдавани румуни     | 1382 7         | 95,7% 0,5% |
| росіяни              | 36             | 2,5%       |
| українці             | 12             | 0,8%       |
| гагаузи              | 3              | 0,2%       |
| болгари              | 2              | 0,1%       |
| інша / без відповіді | 2              | 0,1%       |
| Всього               | 1444           | 100%       |